# Rechenzentrum (Band)
Rechenzentrum ist eine IDM-Band aus Berlin, Deutschland. Sie wurde im Jahr 1997 vom DJ Marc Weiser und vom irischen Videokünstler Lillevän Pobjoy gegründet. Der Film-Komponist und Sounddesigner Christian Conrad stieß als reines Studiomitglied dazu und zeichnete für den Sound der ersten drei Studio-Alben hauptverantwortlich. 2004 verließ er das Projekt. Ihren ersten Auftritt hatte die Gruppe auf der Documenta 1997 in Kassel. 2008 verließ auch der Videokünstler Lillevän Pobjoy das Projekt, das laut Marc Weisers Homepage seitdem Rechenzentrum 2.0 heißt.

## Stil
Die Band beschränkt sich nicht nur auf elektronische Musik, sondern befasst sich auch mit Film und Videokunst. Besonders der Videokünstler Lillevän Pobjoy sorgte dafür, dass die Liveauftritte der Band stets zu einem audiovisuellen Gesamtkunstwerk gerieten. Standen zu Beginn des Projektes (bis zum Release des Debüt-Albums Rechenzentrum) noch Techno- und House-Klänge im Vordergrund, wandelte sich ihr Stil „[...] hin zu abstrakten Klangcollagen, die herkömmliche Soundstrukturen höchstens noch als Zitat verarbeiten, sich ansonsten aber eher als an- und abschwellender Datenstrom verstehen.“.

## Diskografie

### Alben
- Rechenzentrum (2000)
- The John Peel Session (2001)
- Director’s Cut (2003)
- Silence (2007)

### EPs
- Heimkehr (2000)
- Landschaft nach der Schlacht (2000)
- Nelson (2002)

### Singles
- Abends, spät in der Zukunft / Country Finalis (2002)
- Schulterblatt (2002)

### DVDs
- Director’s Cut, DVD (2003)
- Silence, DVD (2007)